# Region Centralno-Czarnoziemny

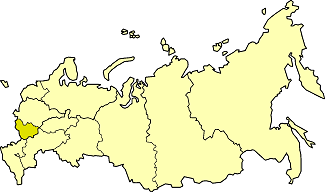
położenie Centralno - Czarnoziemnego rejonu ekonomicznego na mapie Federacji Rosyjskiej

Centralno-Czarnoziemny region ekonomiczny (ros. Центра́льно-Чернозёмный экономи́ческий райо́н wymawia się: [Centralno-ciernoziomnyj ekonomicieskij rajon]) – jest jednym z dwunastu regionów ekonomicznych Rosji.
Powierzchnia regionu wynosi 167 700 km ², zamieszkuje go 7 872 000 osób, przy gęstości zaludnienia 46,6 osób / km ², 62,2% ludności to mieszkańcy miast.

## Obwody regionu
- Obwód biełgorodzki
- Obwód kurski
- Obwód lipiecki
- Obwód tambowski
- Obwód woroneski

## Charakterystyka gospodarcza
Główne gałęzie gospodarki to przemysł ciężki: górnictwo, hutnictwo, inżynieria metali, produkcja materiałów chemicznych, petrochemicznych i materiałów budowlanych, a także przemysł lekki i przemysł spożywczy.
W rolnictwie dominuje uprawa - buraków cukrowych, rzepaku i zbóż. Ludność zajmuje się także hodowlą bydła, świń, oraz owiec.